# Polovina nebe
Polovina nebe je česká obecně prospěšná společnost. Koncem roku 2013 se transformovala z občanského sdružení založeného v roce 2006 na podporu osob sociálně vyloučeným při jejich integraci do společnosti. Věnuje se zejména alternativním způsobům ovládání počítače, jejich výuce, zdokonalování a použití v praxi se zaměřením na hlasové technologie. V rámci realizovaných projektů se také věnuje zaměstnávání absolventů kurzů.

## Činnost
V Praze na Pankráci vybudovala bezbariérové tréninkové středisko pro osoby s postižením motoriky vybavené moderními technologiemi umožňujícími ovládat počítače i další vybavení učebny hlasem.
Působí po celé České republice. Díky projektům financovaným z Evropského sociálního fondu se aktivita společnosti zaměřuje na Prahu, Středočeský, Jihočeský a Liberecký kraj.
Předešlé projekty ESF umožnily věnovat se klientům také v Královéhradeckém, Jihomoravském a Plzeňském kraji.
Společnost je aktivní nejen v pomoci svým klientům, ale také v činnosti osvětové, akademické a publikační.[zdroj?] Každoročně se s příspěvkem účastní celostátních konferencí.

### Projekty
Společnost realizovala několik projektů zaměřených na výuku ovládání počítače hlasem a následné uplatnění absolventů této výuky na trhu práce, které financovala z Operačního programu Praha Adaptabilita nebo Operačního programu Lidské zdroje a zaměstnanost Evropského sociálního fondu:
- Duhový most (2010–2012) - proškoleno 50 účastníků z hlavního města Prahy
- Hlas je šance (2011–2013) - zprostředkováno zaměstnání 11 účastníkům z Jihomoravského, Královéhradeckého a Plzeňského kraje
- Můj hlas – moje práce (2011–2013) - zprostředkováno zaměstnání 13 účastníkům projektu ze Středočeského kraje
- Pracovat bez rukou lze (2013–2015) - proškoleno 10 účastníků z Libereckého kraje
- I Ty můžeš pracovat hlasem (2013–2015) - proškoleno 14 účastníků ze Středočeského a Jihočeského kraje a hlavního města Prahy